# Portrait de Madame Cézanne aux cheveux dénoués
Pour les articles homonymes, voir Portrait de Madame Cézanne.
 (juillet 2021).
Si vous disposez d'ouvrages ou d'articles de référence ou si vous connaissez des sites web de qualité traitant du thème abordé ici, merci de compléter l'article en donnant les références utiles à sa vérifiabilité et en les liant à la section « Notes et références ».
Le Portrait de Madame Cézanne aux cheveux dénoués  est une peinture à l'huile sur toile réalisée par l'artiste français Paul Cézanne. Diversement datée du milieu des années 1870 au début des années 1890 et issue de la 	Henry P. McIlhenny Collection in memory of Frances P. McIlhenny, le tableau entre au musée Philadelphia Museum of Art en 1986. 

## Sujet et modèle
Bien que le modèle, sa femme Hortense Fiquet et mère de son fils Paul, ne l'ait pas soutenu et n'ait pas compris ni porté d'intérêt au travail de son mari, ce tableau est l'un des quarante-quatre portraits dans lesquels elle a posé pour lui à partir de 1869, période durant laquelle elle est passée de maîtresse à épouse, puis à ex-femme. Un peu mondain, Cézanne trouvait Hortense souvent inconstante et superficielle, et a remarqué un jour : « Ma femme ne s'intéresse qu'à la Suisse et à la limonade. ». La sensibilité et la profondeur qui lui sont attribuées dans cette œuvre sont probablement tirées de sa propre personnalité et projetées sur son image.

## Style
Bien que certains éléments de l'œuvre montrent l'influence de l'impressionnisme, elle n'a pas le charme extraverti caractéristique de ce mouvement et se concentre plutôt sur la vie intérieure du sujet. Il s'écarte des portraits précédents de l'artiste de sa femme, dont il avait déjà divorcé, par sa sensibilité, sa délicatesse de ton et son visage plus détendu, comme en témoigne la chute libre de ses cheveux.

## Sources
- (en) Cet article est partiellement ou en totalité issu de l’article de Wikipédia en anglais intitulé « Portrait of Madame Cézanne with Loosened Hair » (voir la liste des auteurs).